# Ipomoea dumetorum
Ipomoea dumetorum är en vindeväxtart som beskrevs av Carl Ludwig von Willdenow, Johann Jakob Roemer och Schult. Ipomoea dumetorum ingår i släktet praktvindor, och familjen vindeväxter. Inga underarter finns listade i Catalogue of Life.